# Teatro romano di Sessa Aurunca
Il teatro romano di Sessa Aurunca si trova in provincia di Caserta.
Costruito nel I secolo d.C., fu poi restaurato sotto Antonino Pio nel II secolo d.C. 
In seguito fu abbandonato e progressivamente sepolto sotto il terreno fino agli anni Venti del XX secolo, quando i lavori di scavo cominciarono sotto la guida dell'archeologo Amedeo Maiuri; interrotti per la seconda guerra mondiale, questi furono poi veramente ripresi solo nel 1999, per essere terminati nel 2003.
Oggi il sito è completamente restaurato, in buone condizioni e visitabile. Con una cavea che poteva ospitare fino a 10000 spettatori, è il secondo teatro romano più grande della Campania dopo quello di Napoli.

## Storia

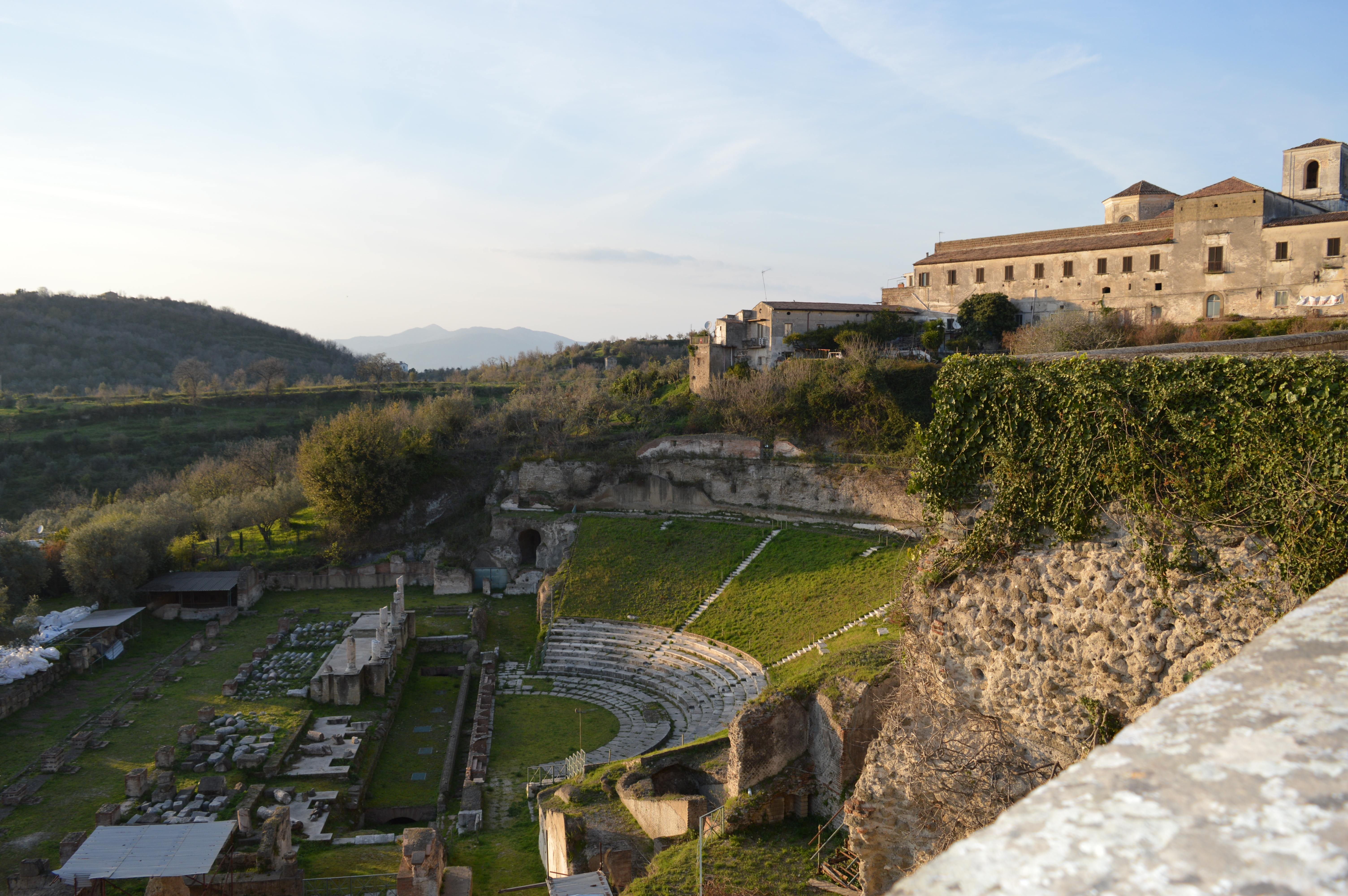
Il teatro al tramonto

La costruzione del teatro risale al I secolo d.C. durante il regno di Augusto, mentre un primo restauro, forse in seguito ad un terremoto, avvenne nel II secolo sotto il patronato di Matidia minore, cognata dell'imperatore Adriano. La donna ebbe vaste proprietà a Suessa e, secondo i dettami dell'evergetismo, finanziò la ricostruzione dell'opera, nella quale si fece raffigurare al centro della scena in veste di Aura, circondata dagli altri membri della famiglia imperiale, e donò alla città anche una biblioteca e un acquedotto.
Matidia minore fu una benefattrice anche per la vicina Minturnae, dove le furono dedicate altre statue onorarie ma, nonostante fosse la sorella dell'imperatrice Vibia Sabina ed anche nipote di Ulpia Marciana, la sorella di Traiano, si tenne sempre lontana dalla politica e non si sposò mai, benché ricca e nota per bellezza ed eleganza. Non è quindi da escludere che Adriano la relegasse al ruolo di tramite tra sé e la moglie, essendo il loro un matrimonio di convenienza (l'imperatore era notoriamente omosessuale), e che la stessa generosità di Matidia minore verso Suessa fosse funzionale al programma politico e sociale imperiale, il quale propagandava la pietas, la pudicizia e la concordia.  
Pochi anni dopo, sempre nel II secolo d.C., il teatro venne nuovamente restaurato ed ampliato, stavolta sotto il regno di Antonino Pio, ma ancora grazie a Matidia; dopo la caduta dell'Impero romano d'Occidente, divenne però un cumulo di rovine anche a causa di un precedente nuovo terremoto (avvenuto nel 346), che aveva causato il crollo di tutta la struttura e il suo definitivo abbandono. Rimasto fuori dalle mura della Suessa medievale, venne riscoperto dopo otto secoli di degrado, ma gli uomini del XII secolo vedevano quel teatro solo come una fonte di materiale per la costruzione del duomo e di altri edifici, e diedero il via a vere e proprie spoliazioni che cancellarono irrimediabilmente l'aspetto originario (gli effetti sono visibili ancora oggi).
Dopo la fine dei lavori per la cattedrale, la vegetazione ebbe definitivamente la meglio e la struttura scomparve per altri otto secoli. Fu nel 1926 che l'archeologo Amedeo Maiuri cominciò gli scavi, che dopo varie interruzioni finirono definitivamente tra il 2003 e il 2006.

## Descrizione

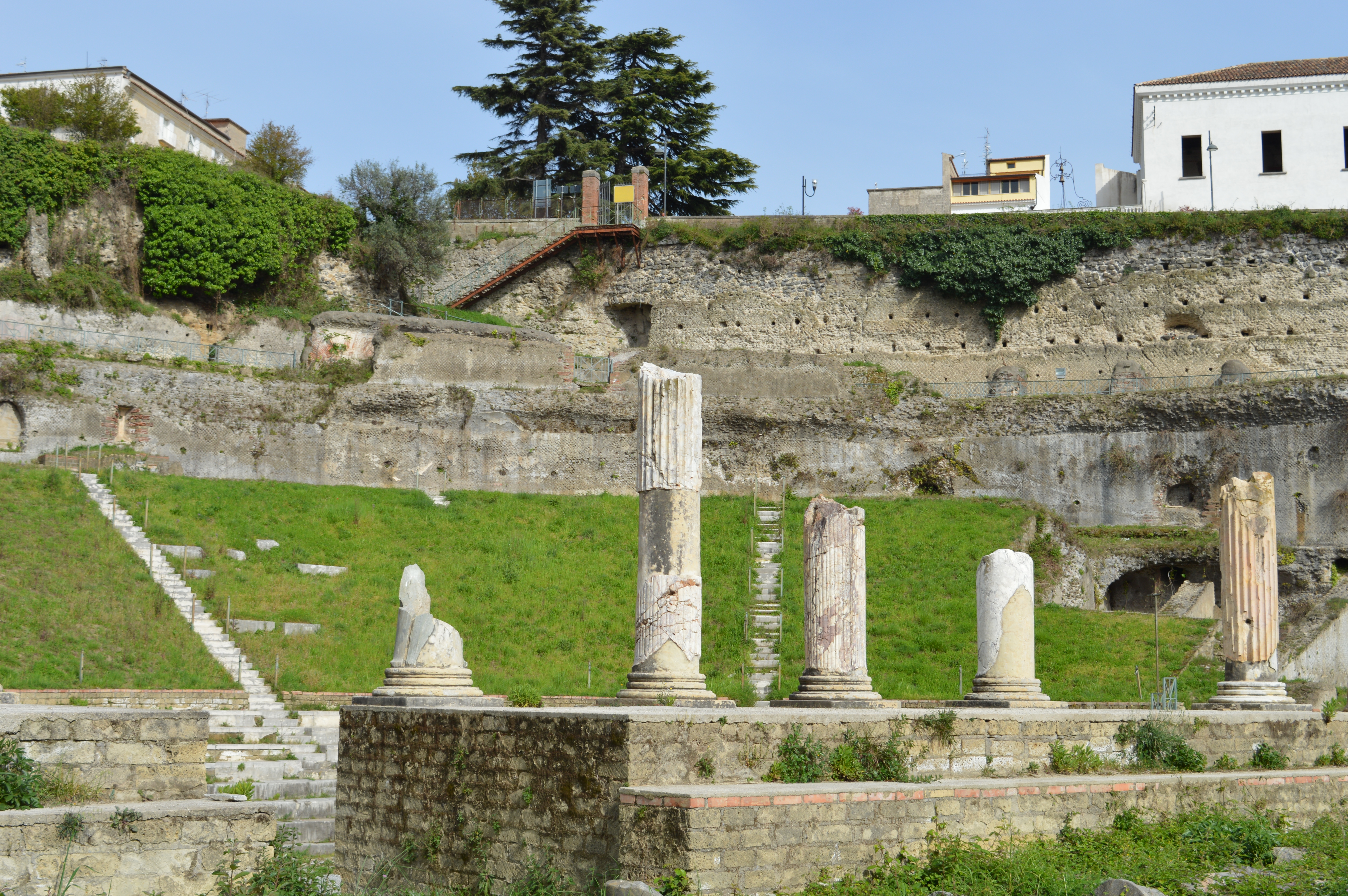
Particolare interno

Il teatro fu costruito su una collina, per sfruttarne la naturale inclinazione. La cavea ha 110 metri circa di diametro e poteva contenere tra i 7000 e i 10000 spettatori. L'edificio scenico aveva una lunghezza di 40 metri e un'altezza di 24, ed era composto di tre ordini sovrapposti di 84 colonne. I marmi usati erano pregiati e venivano da varie parti dell'impero, come la Numidia, l'Egitto, la Grecia o Carrara. Dietro le scene si può ancora trovare la latrina degli attori, risalente al III secolo d.C.

## Criptoportico
Adiacente al teatro si trova un criptoportico risalente circa all'età sillana. Anche la sua storia è abbastanza travagliata, in quanto fu parzialmente scavato nel 1926 per poi essere completamente abbandonato; a differenza del teatro, però, i lavori definitivi di recupero e restauro sono terminati solo nel 2014.

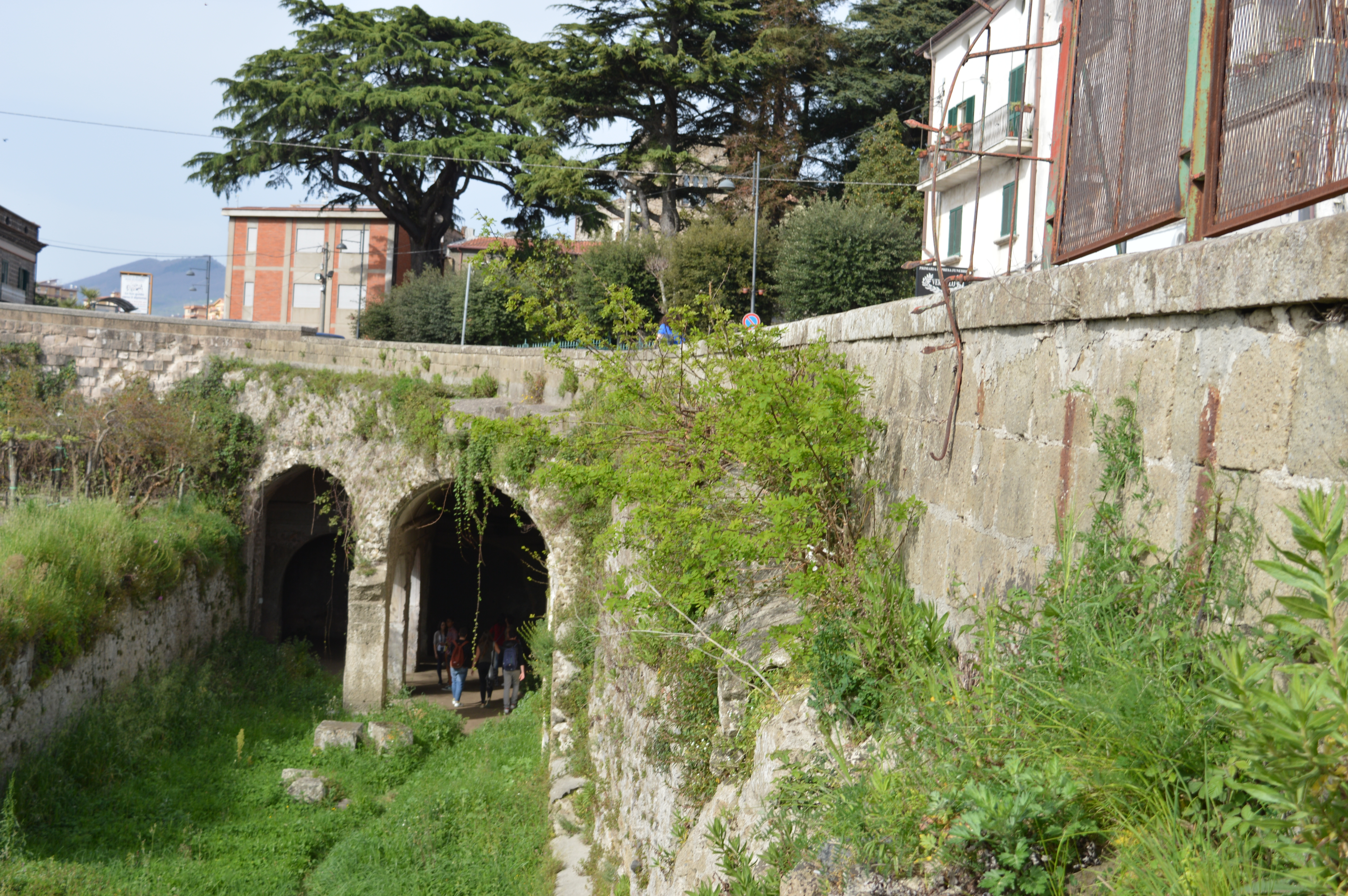
Il criptoportico dall'esterno

Pur non avendo collegamenti diretti col teatro, o se c'erano sono andati persi, il criptoportico gli era indubbiamente collegato. Non è ancora chiaro quale fosse il suo utilizzo, ma si presuppone che venisse usato dagli attori per spostarsi da un luogo all'altro; tuttavia, sono state trovate sui muri numerose iscrizioni in greco e latino, tra cui anche alcuni versi virgiliani, che lasciano presupporre il suo utilizzo come scuola e Gymnasium. Inoltre, a causa della presenza di terreni privati, non tutte le parti del criptoportico sono state e saranno mai recuperate, lasciando così nel mistero la sua vera utilità.
La struttura era composta da tre bracci disposti ad U, ma oggi si può visitare solo il settentrionale, in quanto l'occidentale è stato inglobato da un casolare di campagna mentre l'orientale è crollato; la loro lunghezza era di 90 metri circa per il nord e di 70 per gli altri due. I corridoi sono divisi in due navate con volte a botte poggianti su pilastri di trachite vulcanica e illuminate da finestre strombate. Le pareti, in opus incertum, conservano il rivestimento in stucco bianco con membrature architettoniche a rilievo, attribuibile ai primi decenni del I secolo d.C., su cui erano stati disegnati quadri geometrici con motivi floreali; a ciò furono aggiunte le suddette iscrizioni scolastiche e anche dei veri e propri atti di vandalismo da parte di tifoserie gladiatorie.